# Fennekin
Fennekin (Japans:フォッコ/Fokko) is een Pokémon van het type vuur geïntroduceerd in de zesde generatie van de Pokémon spellen. Fennekin evolueert in een Braixen op level 16 en ten slotte in een Delphox op level 36. Samen met Chespin en Froakie is Fennekin een van de drie starter Pokémon die een speler kan kiezen aan het begin van de Pokémon Pokémon X en Y spellen.

## Uiterlijk
Fennekin is een kleine, geelkleurige Fennek Pokémon. Hij heeft rode ogen, grote oren en een gele staart met rood-oranje punt. 

## Anime verschijningen
Fennekin komt ook voor in de animatieserie, in de seizoenen Pokémon: XY - Een nieuw Mega avontuur, Pokémon: XY - Ontdekkingsreis door Kalos en Pokémon: XY&Z - Een reis door onbekend gebied. Hier is Fennekin is de eerste Pokémon van Serena uit Kalos.